# Entodon stewartii
Entodon stewartii är en bladmossart som beskrevs av William Russell Buck 1980. Entodon stewartii ingår i släktet Entodon och familjen Entodontaceae. Inga underarter finns listade i Catalogue of Life.